# José Martín y Pérez de Nanclares
José Martín y Pérez de Nanclares (* 1965 in Vitoria-Gasteiz) ist ein spanischer Jurist. Er ist Richter am Gericht der Europäischen Union.

## Leben und Wirken
Martín y Pérez de Nanclares studierte Rechtswissenschaften an der Universität Salamanca, wo er 1988 seinen Abschluss machte. Dem schloss er ein Ergänzungsstudium des Verfassungsrechts an der Universität zu Köln sowie des Europarechts Universität des Saarlandes in Saarbrücken. An letzterer erwarb er 1991 einen Mastertitel. 1994 wurde er von der Universität Saarbrücken und der Universität Salamanca mit der Schrift Die Bedeutung des Gemeinschaftsrechts für das Fernsehen zum Dr. iur. promoviert. Bereits seit 1993 war er als Dozent an der Universität La Rioja tätig. Dort stieg er 1996 zum Professor für internationales Recht auf und wurde gleichzeitig zum Generalsekretär der Universität und zum Vizerektor für Forschung ernannt. Von 2001 bis 2009 hatte er dort den Lehrstuhl für Völkerrecht sowie den Jean-Monnet-Lehrstuhl für Unionsrecht inne. 2009 wechselte er an die Universität Salamanca auf den Lehrstuhl für Völkerrecht. Von 2012 bis 2018 leitete er das Kabinett für internationale Rechtsangelegenheiten im spanischen Ministerium für auswärtige Angelegenheiten und Zusammenarbeit. Anschließend kehrte er kurzfristig auf seinen alten Lehrstuhl an der Universität Salamanca zurück, bevor er als Leiter des Kabinetts der Präsidentschaft an den spanischen Staatsrat wechselte.
Martín y Pérez de Nanclares wurde am 26. September 2019 zum Richter am Gericht der Europäischen Union ernannt.
Als Rechtswissenschaftler liegen seine Forschungsschwerpunkte insbesondere im Europäischen Recht sowie im nationalen und internationalen Televisionsrecht.